# Józef Tomasz Głogowski
Józef Tomasz Głogowski herbu Grzymała (zm. w 1760 roku) – wojski buski w latach 1735–1743, miecznik mścisławski w latach 1729–1735,  sędzia kapturowy województwa bełskiego w 1733 roku.